# Powiat Enying
Powiat Enying (węg. Enyingi járás) – jeden z dziesięciu powiatów komitatu Fejér na Węgrzech. Siedzibą władz jest miasto Enying.

## Miejscowości powiatu Enying
- Dég
- Enying
- Kisláng
- Lajoskomárom
- Lepsény
- Mátyásdomb
- Mezőkomárom
- Mezőszentgyörgy
- Szabadhídvég